# Midnight Madness and Beyond
Midnight Madness and Beyond è il terzo album studio del gruppo hardcore punk Charged GBH, pubblicato nel 1986.

## Tracce
1. Limpwristed
2. Future Fugitives
3. Too Much
4. Iroquois
5. Guns & Guitars
6. Horror Story
7. Midnight Madness And Beyond
8. Chance For Living
9. The Seed Of Madness
10. Sam Is Your Leader
11. Home Come
12. Blood

## Formazione
- Colin Abrahall  - voce
- Jock Blyth - chitarra
- Ross Lomas - basso
- Andrew Williams - batteria